# Карай (Иркутская область)
Карай — деревня в Братском районе Иркутской области России. Входит в состав Илирского сельского поселения. Находится примерно в 119 км к юго-западу от районного центра, города Братска, на высоте 433 метров над уровнем моря.

## История
Деревня основана в конце XIX века в качестве переселенческого участка, год начала заселения — 1902.
К 1938 году относилась к Кардойскому сельсовету.  

## Население
По данным Всероссийской переписи, в 2010 году численность населения деревни составляла 64 человек (33 мужчины и 31 женщина).
| 2002 | 2010 | 2011 | 2012 |
| ---- | ---- | ---- | ---- |
| 98   | ↘64  | →64  | ↘62  |

## Улицы
Уличная сеть деревни состоит из 1 улицы.